# Парламентские выборы в Испании (1810)
Всеобщие выборы 1810 года в Испании были проведены с целью избрать Кадисские кортесы (исп. Cortes de Cádiz), учредительное собрание, чтобы разработать и принять первую конституцию страны.

## Предыстория
В начале войны за независимость Испании от наполеоновской Франции (1808—1814) народные восстания сопровождаются созданием провинциальных и местных советов обороны (исп. Juntas de defensa). В дальнейшем предполагалось в рамках суверенитета сформировать свои собственные, не зависящие от французских оккупантов национальные руководящие органы. Это делалось так как испанцы не признали Жозефа Бонапарта своим королём, несмотря на то, законодательно передача короны была безупречна. Советы обороны были предназначены для защиты от французского вторжения и заполнения вакуума власти, возникшего после отречения в пользу Бонапарта Карла IV и его сына Фердинанда VII. Советы состояли преимущественно из военных, представителей высшего духовенства, чиновников и учителей. Почти все они были консерваторы.
Летом провинциальные советы обороны смогли договориться о создании Верховного центрального совета (исп. Junta Suprema Central), состоящего из двух представителей от каждой провинции. 25 сентября в Аранхуэсе сформирован Верховный центральный совет под председательством бывшего Государственного секретаря Испании Хосе Моньино-и-Редондо, графа Флоридабланка. Провинциальные советы обороны признали над собой власть Совета, который таким образом взял на себя роль центрального правительства. После поражения от французских войск в битве при Оканье, Совет был вынужден переехать в Кадис. 22 мая 1809 года Совет принял решение созвать однопалатные Кортесы, выборы в которые должны были пройти на основе цензусного избирательного права. 1 января 1810 года была опубликована Инструкция о выборы депутатов Кортесов (исп. La Instrucción Electoral de Diputados a Cortes), установившая право голоса на трёх уровнях: приход, партия и провинция.

## Избирательная система
Право голоса получили все лица мужского пола старше 25 лет, которые имели недвижимость в собственности или определённый уровень дохода, в том числе представители белого духовенства, то есть священников, обслуживающих епархиальные храмы.
Депутаты выбирались по мажоритарной системе в 32 избирательных округах с более чем одним депутатом и в двух одномандатных округах.
Декрет от 14 февраля 1810 года объявлял, что Испанские колонии в Америке как неотъемлемая часть испанской монархии тоже имеют право на представительство в парламенте, получив возможность избрать 29 депутатов (по другим данным 30 депутатов). Своих представителей в Кортесы могли направить четыре вице-королевства (Новая Испания, Перу, Новая Гранада и Рио-де-ла-Плата) и 5 Генерал-капитанств (Куба, Пуэрто-Рико, Гватемала, Чили и Венесуэла). В то же время, наблюдалась значительная диспропорция в том как были представлены в Кортесах метрополия и её колонии. Если 10 млн жителей Испании представляли 77 депутатов, то 13 млн человек, населявших испанские владения в Америке имели всего 30 депутатов.

## Выборы
В парламенте сохранили свои места представители кастильских городов. Новых депутатов выбирали в арагонских городах, которые, как считалось, поддерживали Бурбонов во время Войны за испанское наследство: Сарагоса, Тарасона, Калатаюд, Борха и Фрага. Ещё один арагонский город, Теруэль, получил представительство в Кортесах после того как присягнул Фернандо VII в качестве принца Астурийского. В Валенсии голосовали только столицу и Пеньискола. В Каталонии депутатов выбирали в Барселоне, Таррагоне, Лериде, Жироне, Тортосе и Сервере.

### Выборы в Колониях
Чили получило право направить в Кортесы своих представителей, которых предстояло избрать по сложной непрямой системе. Сначала жители крупных городов каждой из 15 провинций должны были избрать троих человек, из которых губернатор Гарсия Карраско и выбирал тех кто будет представлять колонию в Кортесах. Такая сложная система была разработана, чтобы избежать борьбы политических группировок и раскола общества, не привыкшего к выборам. В результате, выборы вызвали недовольство многих чилийцев, которые восприняли их как очередное доказательство пренебрежения со стороны центральных властей интересами и правами жителей заморских территорий. В итоге, выбраны были люди находившиеся в оппозиции к губернатору и тот затянул с выбором депутатов. Тем временем, Верховный центральный совет изменил правила голосования, что позволило Карраско отложить выборы из-за опасений повторения победы своих оппонентов. В конце концов, губернатор назначил представителями генерал-капитанства Чили в метрополии адвоката Хоакина Фернандеса де Лейву и коммерсанта Мигеля Риеско.

## После выборов
Избранные депутаты собрались 24 сентября 1810 года в Исла де Леон, рядом с Кадисом, по названию которого Учредительное собрание и вошло в историю Испании как Кадисские кортесы. В первый день присутствовали не все депутаты. Из 276 членов нового парламента согласно журналу сессий присутствовали 102 человека, в том числе 56 представителей свободных от французской оккупации провинций и 46 их заместителей, избранных в том числе и среди выходцев из оккупированных провинций. По данным министра юстиции Никола Марии Сьерры присутствовало 104 депутата, 57 членов и 47 заместителей. В голосовании за президента и секретаря Бюро участвовало 95 парламентариев.
Единственный представитель испанских колоний в Америке, сумевший присоединиться к Кадисским кортесам, стал представитель Пуэрто-Рико Рамон Повер и Хиральт, избранный вице-президентом парламента, но умерший вскоре после прибытия в Кадис. Остальные члены Кортесов от Америки были выбраны в качестве представителей американских жителей в самом Кадисе.